# Іда Ройсс-Грайцька
Іда Ройсс-Грайцька, також Іда Ройсс та Іда Ройсс старшої лінії (нім. Ida Reuss zu Greiz; нар. 4 вересня 1891 — пом. 29 березня 1977) — принцеса Ройсс-Грайцка, донька князя Генріха XXII та принцеси Іди Шаумбург-Ліппської, дружина князя Штольберг-Россла Крістофа Мартіна III.

## Біографія
Іда народилась 4 вересня 1891 року в Грайці. Вона була шостою дитиною та п'ятою донькою в родині князя Ройсс старшої лінії Генріха XXII Непоступливого та його дружини Іди Шаумбург-Ліппської. 
Матір померла за три тижні після її народження від ускладнень при пологах. Батько більше не одружувався. Він пішов з життя, коли Іді було одинадцять.

Влада в країні перейшла до її старшого брата Генріха XXIV, однак через фізичні та розумові вади він не міг керувати князівством. Регентом при ньому став представник династії Ройсс молодшої гілки Генріх XIV.

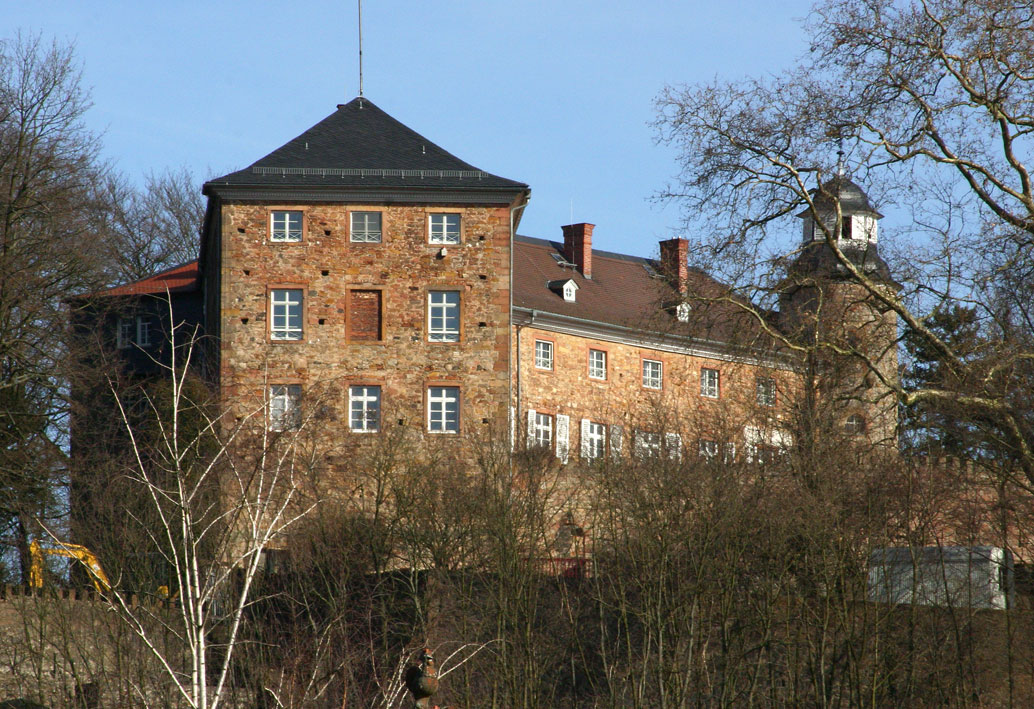
Ортенберзький замок

У віці 20 років Іду пошлюбив 33-річний князь Штольберг-Россла Крістоф Мартін. Наречений був другим сином князя Бото, який помер того ж року, коли кайзер Вільгельм надав його роду князівський титул.   
Весілля відбулося у Гряйці 7 листопада 1911 року. У подружжя народилося четверо дітей. 1916 року, після смерті старшого брата, Крістоф Мартін став старшим в роду.
До 1945 року родина проживала в замку Россла в Сюдгарці. Після його експропріації резиденцією став Ортенберзький замок поблизу однойменного міста в Гессені. Там Крістоф Мартін і помер 27 лютого 1949 року.
Іда пережила чоловіка майже на тридцять років, а також двох дітей. Вона пішла з життя 29 березня 1977 року в дуже похилому віці. Всі вони поховані на родинному цвинтарі Ортенбергу.

## Родина
Чоловік — Крістоф Мартін III, князь Штольберг-Россласький
Діти:
- Кароліна Крістіна (1912—1996) — дружина Ганса Альбрехта фон Больтенштайна, а після його загибелі на фронтах Другої світової — барона Вілхарда фон Еберштайн, мала двох дітей від першого шлюбу;
- Бото Генріх (1914—1974);
- Йоганн Мартін (1917—1982) — був одружений з Хільдегардою Зауерб'єр;
- Єлизавета Марія (1921—1975) — дружина принца Вільгельма Шоенбург-Вальденбурзького, мала із ним двох синів.